# Gunungiella
Gunungiella är ett släkte av nattsländor. Gunungiella ingår i familjen stengömmenattsländor.

## Dottertaxa tillGunungiella, i alfabetisk ordning[1]
- Gunungiella aanafizzga
- Gunungiella achtadachi
- Gunungiella achtami
- Gunungiella achtatrimchi
- Gunungiella achtavimchi
- Gunungiella anakdara
- Gunungiella anthea
- Gunungiella arinada
- Gunungiella balsahana
- Gunungiella berduri
- Gunungiella bodhidarma
- Gunungiella britomartis
- Gunungiella chodachi
- Gunungiella chotrimchi
- Gunungiella chovimchi
- Gunungiella dachami
- Gunungiella dvadachi
- Gunungiella dvatrimchi
- Gunungiella dvitiya
- Gunungiella ekadachi
- Gunungiella ekatrimchi
- Gunungiella ekavimchi
- Gunungiella fiarafiazga
- Gunungiella fimfafiazga
- Gunungiella kakatua
- Gunungiella lekuk
- Gunungiella madakumbura
- Gunungiella marginalis
- Gunungiella monticola
- Gunungiella navadachi
- Gunungiella navami
- Gunungiella navavimchi
- Gunungiella nietneri
- Gunungiella nimitra
- Gunungiella pachtchima
- Gunungiella pantchadachi
- Gunungiella pantchami
- Gunungiella pantchatrimchi
- Gunungiella parang
- Gunungiella paruh
- Gunungiella polyspinosa
- Gunungiella prathama
- Gunungiella reducta
- Gunungiella saptadachi
- Gunungiella saptami
- Gunungiella saptatrimchi
- Gunungiella saptavimchi
- Gunungiella segsafiazga
- Gunungiella simafiazga
- Gunungiella spila
- Gunungiella tanduk
- Gunungiella tchaturdachi
- Gunungiella tchaturti
- Gunungiella tchaturtrimchi
- Gunungiella traiafiazga
- Gunungiella tridachi
- Gunungiella tritiya
- Gunungiella tritrimchi
- Gunungiella trivimchi
- Gunungiella tsvarafiazga
- Gunungiella ulmeri
- Gunungiella vimchi